# تامانو (أوكاياما)
مدينة تامانو (بالإنجليزية: Tamano)‏ هي أحد المدن التابعة لمحافظة أوكاياما. تأسست رسميًا في 03/08/1940. ويقدر عدد سكانها بـ 65723 نسمة حسب تقدير مكتب الإحصاء الياباني لعام 2012. تبلغ مساحة تامانو 103.63 كم2. بكثافة سكانية تبلغ 634 نسمة/كم2.

## توأمة
لتامانو (أوكاياما) اتفاقيات توأمة مع كل من:
- أوكايا (1 أكتوبر 1980 - )
- تونغيونغ (3 أغسطس 1981 - )
- جيوجيانغ (1 أكتوبر 1996 - )
- غلوستر (23 يوليو 2004 - )

## أعلام
- هيروشي ياغي
- أساهي اينو
- كاتسويا تيرادا
- ناويوشي فوكوموتو
- دايكي إيواتا